# Unterseeboot 536
L'Unterseeboot 536 (ou U-536) était un sous-marin allemand utilisé par la Kriegsmarine pendant la Seconde Guerre mondiale.

## Historique
Après son temps d'entraînement à Stettin dans la 4. Unterseebootsflottille jusqu'au 31 mai 1943, l'U-536 est affecté à une unité de combat à la base sous-marine de Lorient au sein de la 2. Unterseebootsflottille.
Le 5 juillet 1943, de retour vers la France accompagné des U-Boote U-535 et U-170, ils sont attaqués par un bombardier britannique Consolidated B-24 Liberator de l'escadrille Sqdn 53. Le bombardier mitraille l'U-536 et lorsque les U-Boote plongent après avoir riposté avec leurs canons anti-aériens, le B-24 largue huit charges de profondeur sur l'U-535 qui coule avec tout son équipage ; l'U-536 en sort indemne.
L'U-536 est choisi pour l'Opération Kiebitz (en), en septembre 1943 : il s'agit d'une opération audacieuse pour libérer quatre des meilleurs commandants d'U-Boot en captivité au camp de Bowmanville au Canada, dont Otto Kretschmer. Les Canadiens éventent le plan et l'ont laissé se dérouler dans l'espoir de capturer le sous-marin intact. L'U-536 entre dans les eaux canadiennes ; au moment du rendez-vous le Kapitänleutnant Schauenburg détecte les navires en embuscade et reste en plongée, échappant aux navires canadiens.
L'U-536 a coulé le 20 novembre 1943  dans l'Atlantique nord au nord-est des Açores à la position géographique de 43° 50′ N, 19° 39′ O par des charges de profondeur lancées par la frégate britannique HMS Nene et les corvettes canadiennes NCSM Snowberry et NCSM Calgary.
 
38 hommes d'équipage meurent dans cette attaque, tandis que dix-sept survivent.

## Affectations successives
- 4. Unterseebootsflottille du 13 janvier 1943 au 31 mai 1943
- 2. Unterseebootsflottille du 1er juin 1943 au 20 novembre 1943

## Commandement
- Kapitänleutnant Rolf Schauenburg du 13 janvier 1943 au 20 novembre 1943

## Navires coulés
L'U-536 n'a, ni coulé, ni endommagé de navire au cours de ses 2 patrouilles.

## Sources
- (en) U-536 sur Uboat.net